# ۱۹ مارس
۱۹ مارس هفتاد و هشتمین (در سال‌های کبیسه هفتاد و نهمین) روز سال در گاه‌شماری میلادی است. ۲۸۷ روز تا پایان سال باقی‌است.

## رویدادها
- ۱۸۰۸ - کارلوس چهارم، پادشاه اسپانیا به نفع پسرش فرناندوی هفتم از قدرت کناره‌گیری کرد.

## زادروزها
- ۱۹۰۵ - آلبرت اشپر، معمار و سیاست‌مدار آلمانی و وزیر تسلیحات و تولید نظامی رایش سوم
- ۱۹۵۵ - بروس ویلیس، بازیگر آمریکایی[۱]
- ۱۹۸۷ - هنادی الکندری، بازیگر کویتی. [۲]

## درگذشتگان
- ۱۹۴۹ - عیسی السفری، روزنامه‌نگار و تاریخ‌نگار فلسطینی. [۳]

## مناسبت‌ها
- روز پدر در پرتغال، اسپانیا، بولیوی، هندوراس، ایتالیا و بلژیک[۴][۵][۶]
- روز جشن یوسف مقدس